# Osvaldo Dorticós Torrado
Osvaldo Dorticós Torrado (tiếng Tây Ban Nha: [osˈβaldo ðoɾtiˈkos toˈraðo]; 17 tháng 4 năm 1919 – 23 tháng 6 năm 1983) là chính khách người Cuba, từng giữ chức Tổng thống Cuba từ năm 1959 đến năm 1976. Ông là đồng minh thân cận của nhà cách mạng và nhà lãnh đạo lâu năm Fidel Castro.

## Tiểu sử

### Thân thế và học vấn
Dorticós sinh ngày 17 tháng 4 năm 1919 trong một gia đình giàu có tại Cienfuegos, tỉnh Las Villas. Cha ông vừa là luật sư vừa là bác sĩ, và một trong những tổ tiên của ông là Tomás Terry, doanh nhân quê quán tại Venezuela, có nguồn gốc tổ tiên từ Ireland bên phía họ nội. Terry đã tích lũy được một trong những khối tài sản lớn nhất tại Tây Bán Cầu (25 triệu đô la vào thời điểm ông qua đời năm 1886), và là người sáng lập Nhà hát Thomas Terry ở Cienfuegos. Sau một thời gian ngắn làm giáo viên, Dorticós theo học ngành luật và triết học tại Đại học La Habana, và thi đậu lấy bằng luật vào năm 1941. Ông gia nhập Đảng Xã hội chủ nghĩa Bình dân do những người cộng sản kiểm soát, và từng làm thư ký cho Juan Marinello, lãnh đạo của đảng này.
Trong thập niên 1950, Dorticós thành lập một văn phòng luật thành công tại Cienfuegos và giữ chức Chủ tịch Câu lạc bộ Du thuyền Cienfuegos. Ông kiên quyết phản đối chính quyền của Fulgencio Batista và tham gia vào Phong trào Kháng chiến Dân sự, cung cấp vũ khí và nhu yếu phẩm cho lực lượng nổi dậy. Dorticós được bầu làm Trưởng Đoàn Luật sư La Habana vào năm 1958, trước khi bị chính quyền Batista bắt giữ trong cùng năm và bị lưu đày ngắn hạn sang México.

### Vai trò trong chính phủ
Sau thành công của cuộc Cách mạng vào ngày 1 tháng 1 năm 1959, Dorticós trở về Cuba và được bổ nhiệm làm Bộ trưởng Các Đạo luật Cách mạng trong nội các do Fidel Castro đứng đầu. Trên cương vị này, ông đóng vai trò quan trọng trong việc soạn thảo các đạo luật cách mạng, chẳng hạn như Luật Cải cách Ruộng đất và Luật Tổ chức Cơ bản, vốn đã thay thế bản Hiến pháp năm 1940. Sau khi Tổng thống Manuel Urrutia từ chức, Dorticós được Hội đồng Bộ trưởng bổ nhiệm làm Tổng thống Cuba vào ngày 17 tháng 7 năm 1959.
Trong thời gian giữ chức Tổng thống, Dorticós đại diện Cuba tham dự Hội nghị Thượng đỉnh lần thứ nhất Phong trào Không liên kết tại Belgrade, Nam Tư (1961), và Hội nghị Thượng đỉnh của Tổ chức Các Quốc gia châu Mỹ (OAS) tại Punta del Este, Uruguay (1962). Trong cuộc khủng hoảng tên lửa Cuba năm 1962, Dorticós đã phát biểu tại Liên Hợp Quốc, tuyên bố rằng Cuba sở hữu vũ khí hạt nhân, mặc dù nước này hy vọng chúng sẽ không bao giờ phải sử dụng. Năm 1964, ông tham dự Hội nghị Thượng đỉnh lần thứ hai Phong trào Không liên kết tại Cairo. Ngoài ra, vào ngày 25 tháng 5 năm 1973, ông cũng có mặt tại lễ nhậm chức của Tổng thống Argentina thuộc phong trào Peron là Héctor Cámpora, cùng với Tổng thống Chile Salvador Allende.
Bên cạnh cương vị Tổng thống Cuba, Dorticós còn giữ các chức vụ quan trọng khác như: Ủy viên Ban Bí thư Trung ương Đảng Cộng sản Cuba (từ năm 1965), và Chủ tịch Hội đồng Kế hoạch Trung ương (từ năm 1964). Tuy nhiên, phần lớn quyền lực thực tế nằm trong tay Thủ tướng Fidel Castro, còn Dorticós chủ yếu giữ vai trò mang tính hình thức.
Khi Hiến pháp mới được ban hành vào năm 1976, các chức danh Tổng thống và Thủ tướng được hợp nhất, và Castro trở thành Chủ tịch nước. Trong khi đó, Dorticós được bổ nhiệm làm Chủ tịch Ngân hàng Quốc gia và trở thành thành viên của Hội đồng Nhà nước.

### Cái chết
Dorticós tự sát vào ngày 23 tháng 6 năm 1983. Nguyên nhân tự tử của ông dường như là do cái chết của bà vợ, cũng như căn bệnh mãn tính về cột sống mà ông phải chịu đựng.

## Vinh danh

### Nước ngoài
- Huân chương Ngôi sao Cộng hòa Indonesia, hạng Nhất (1960)
- Dây chuyền Huân chương Đại bàng Aztec (1960)[3]
- Đại Thập tự Huân chương Sư tử Trắng (1961)[4]
- Huân chương Quốc kỳ, hạng Nhất (1966)[5]
- Dây chuyền Huân chương Danh dự (1972)[6]
- Đại Thập tự Huân chương Phục Hưng Ba Lan (1973)[7]
- Huân chương Ngôi sao Cộng hòa Xã hội chủ nghĩa România, hạng Nhất (1973)[8]